# Internationales Werner-Seelenbinder-Gedenkturnier 1982
Das Internationale Werner-Seelenbinder-Gedenkturnier 1982 fand vom 18. bis zum 19. September 1982 in Greifswald statt. Es war die zehnte Auflage dieser internationalen Meisterschaften der DDR im Badminton.

## Medaillengewinner
| Disziplin    | Gold                                                        | Silber                                                       | Bronze                                                                      |
| ------------ | ----------------------------------------------------------- | ------------------------------------------------------------ | --------------------------------------------------------------------------- |
| Herreneinzel | Edgar Michalowski (Einheit Greifswald)                      | Michal Malý (ČSSR)                                           | Erfried Michalowsky (Einheit Greifswald)                                    |
| Herreneinzel | Edgar Michalowski (Einheit Greifswald)                      | Michal Malý (ČSSR)                                           | Thomas Mundt (Einheit Greifswald)                                           |
| Dameneinzel  | Petra Michalowsky (Einheit Greifswald)                      | Bożena Wojtkowska (Polen)                                    | Christine Ober (Fortschritt Tröbitz)                                        |
| Dameneinzel  | Petra Michalowsky (Einheit Greifswald)                      | Bożena Wojtkowska (Polen)                                    | Lubov Fedotova (UdSSR)                                                      |
| Herrendoppel | Michal Malý / Karel Lakomý (ČSSR)                           | Edgar Michalowski / Erfried Michalowsky (Einheit Greifswald) | Jens Scheithauer / Manfred Blauhut (HSG DHfK Leipzig)                       |
| Herrendoppel | Michal Malý / Karel Lakomý (ČSSR)                           | Edgar Michalowski / Erfried Michalowsky (Einheit Greifswald) | György Vörös / István Englert (Ungarn)                                      |
| Damendoppel  | Angela Michalowski / Petra Michalowsky (Einheit Greifswald) | Bożena Wojtkowska / Ewa Rusznica (Polen)                     | Birgit Kämmer / Dagmar Friedrich (Einheit Greifswald / HSG Lok HfV Dresden) |
| Damendoppel  | Angela Michalowski / Petra Michalowsky (Einheit Greifswald) | Bożena Wojtkowska / Ewa Rusznica (Polen)                     | Lubov Fedotova / Tatjana Burlova (UdSSR)                                    |
| Mixed        | Edgar Michalowski / Angela Michalowski (Einheit Greifswald) | Erfried Michalowsky / Petra Michalowsky (Einheit Greifswald) | Thomas Mundt / Birgit Kämmer (Einheit Greifswald)                           |
| Mixed        | Edgar Michalowski / Angela Michalowski (Einheit Greifswald) | Erfried Michalowsky / Petra Michalowsky (Einheit Greifswald) | Frank-Thomas Seyfarth / Christine Ober (Fortschritt Tröbitz)                |